# Dazzle
«Dazzle» — пісня британського постпанк-гурту Siouxsie and the Banshees, яка була випущена 25 травня 1984, року на леблі Polydor Records. Ця пісня є другою у студійному альбомі Hyaena. Вона досягла 33-го місця в UK Singles Chart і 40-го місця в UK hit.